# مارسيا بوينتون
مارسيا بوينتون (بالإنجليزية: Marcia Pointon)‏ هي مؤرخة الفن وكاتِبة ومؤلفة بريطانية، ولدت في 1943.